# Eulophia seleensis
Eulophia seleensis är en orkidéart som först beskrevs av De Wild., och fick sitt nu gällande namn av Friedhelm Reinhold Butzin. Eulophia seleensis ingår i släktet Eulophia och familjen orkidéer. Inga underarter finns listade i Catalogue of Life.